# L'analfabeta che sapeva contare
L'analfabeta che sapeva contare (in svedese Analfabeten som kunde räkna) è il secondo romanzo di Jonas Jonasson, edito nel 2013.

## Trama
Il principale inizio temporale della storia è il 14 giugno 2007, quando il Re e il primo ministro della Svezia scompaiono durante il ricevimento ufficiale in onore del segretario del Partito Comunista Cinese. Si diffonde la voce che si tratti di problemi di salute, ma la verità è ben diversa e molto più complicata ed inaspettata di quello che sembra.
Il personaggio principale del racconto è una ragazza nera sudafricana, di nome Nombeko. Nata in una baracca di Soweto, lascia forzatamente il ghetto per lavorare come schiava presso il responsabile degli armamenti nucleari sudafricani. Nombeko emigra clandestinamente nella anti-nucleare Svezia ed andrà ad influenzare un ventennio a cavallo del XX secolo.
La storia è costellata di personaggi eccentrici: un disertore della guerra del Vietnam, due fratelli gemelli con una sola identità fiscale, due agenti del Mossad, tre donne cinesi pasticcione dedite alla falsificazione di statue della Dinastia Han, una ragazza arrabbiata, una baronessa dedita alla coltivazione di patate, il re Carlo XVI Gustavo di Svezia ed il suo Primo Ministro Fredrik Reinfeldt, il segretario del Partito Comunista Cinese Hu Jintao ed una bomba atomica da 3 megatoni.

## Analisi
Come per il primo libro di Jonasson, Il centenario che saltò dalla finestra e scomparve, la vicenda è costellata da equivoci e viene narrata in sequenza lineare sulla base di fatti effettivamente accaduti, ma reinterpretati a piacere dallo scrittore. Vari flashback ripercorrono la vita dei protagonisti, il tutto descritto mettendo in evidenza il lato grottesco dei personaggi.

## Edizioni
- Jonas Jonasson, L'analfabeta che sapeva contare, Bompiani (collana Narratori stranieri Bompiani), 2013,  p. 482, ISBN 88-452-7144-7.